# Parafia św. Wawrzyńca w Mieszkowie
Parafia Świętego Wawrzyńca w Mieszkowie – rzymskokatolicka parafia w Mieszkowie, należy do dekanatu nowomiejskiego archidiecezji poznańskiej. Została utworzona w 1290. Mieści się przy ulicy Dworcowej.

## Proboszczowie
- Marcin 1390
- Jan 1433
- Sylwester 1486
- Jan Cieński 1654
- Stanisław Jerzycki 1713
- Jan Stanisławski 1769–1777
- Jan Cylsdorff 1777–1786
- Klemens Kapitulski 1786–1829
- Kazimierz Radojewski 1826–1874
- Józef Kurowski 1873–1891
- Karol Seichter 1891–1893
- Stanisław Gibasiewicz 1893–1910
- Jan Donat 1910–1934
- Władysław Buchwald 1934–1941, zginął w niemieckim obozie koncentracyjnym w Dachau

Po II wojnie: 
- Marian Rozpenk 1945–1948
- Bronisław Jasiewicz 1948–1955
- Wacław Konwiński 1955–1967
- Piotr Nowak 1967–1977
- Alfons Jagodziński 1977–1979
- Edward Rajski 1979–1999
- Eugeniusz Woźniak 1999–2007
- Marek Celka 2007–2008
- Eugeniusz Kiszka 2008–2016
- Krystian Grabijas 2016–2024
- Marek Denisiuk od 2024[1]